# Homeland (3.ª temporada)
A terceira temporada da série de televisão norte-americana Homeland estreou em 29 de setembro de 2013 no Showtime e terminou em 15 de dezembro de 2013, composta por 12 episódios. É vagamente baseada na série de televisão israelense Hatufim, criada por Gideon Raff e desenvolvida para a televisão norte-americana por Alex Gansa e Howard Gordon.

## Elenco

### Principal
- Claire Danes como Carrie Mathison, uma oficial de operações da CIA designada para o Centro Contraterrorista.
- Damian Lewis como Nicholas Brody, um sargento dos Fuzileiros Navais resgatado pela Delta Force depois de passar oito anos como prisioneiro da Al-Qaeda.
- Rupert Friend como Peter Quinn, um agente de operações especiais da CIA.
- Morena Baccarin como Jessica Brody, a esposa de Nicholas Brody.
- Jackson Pace como Chris Brody, o filho de Jessica e Nicholas Brody.
- Morgan Saylor como Dana Brody, a filha de Jessica e Nicholas Brody.
- Sarita Choudhury como Mira Berenson, esposa de Saul.
- Tracy Letts como Senador Andrew Lockhart, presidente do Comitê de Inteligência do Senado.
- F. Murray Abraham como Dar Adal, um especialista em operações especiais aposentado.
- Mandy Patinkin como Saul Berenson, Diretor interino da CIA e antigo chefe e mentor de Carrie.

### Recorrente
- James Rebhorn como Frank Mathison, pai de Carrie.
- David Marciano como Virgil Piotrowski, contato de Carrie.
- Maury Sterling como Max Piotrowski, irmão de Virgil.
- Diego Klattenhoff como Mike Faber, um capitão dos Fuzileiros Navais. Ele era o melhor amigo de Brody que, depois de achar que ele estava morto, começou a namorar Jessica.
- Nazanin Boniadi como Fara Sherazi, analista financeira da CIA de origem persa.
- Shaun Toub como Majid Javadi, vice-chefe da inteligência iraniana que planejou o ataque em Langley.
- William Sadler como Mike Higgins, Chefe de Gabinete da Casa Branca.
- William Abadie como Alan Bernard, um agente do Mossad.
- Sam Underwood como Leo Carras, novo amigo de Dana com um passado problemático.
- Jason Butler Harner como Paul Franklin.

## Episódios
| N.º na série | N.º na temp. | Título              | Dirigido por        | Escrito por                          | Exibição original      | Cód. de produção | Audiência nos EUA (milhões) |
| --- | ------------ | ------------------- | ------------------- | ------------------------------------ | ---------------------- | ---------------- | --------------------------- |
| 25 | 1            | "Tin Man Is Down"   | Lesli Linka Glatter | Alex Gansa & Barbara Hall            | 29 de setembro de 2013 | 3WAH01           | 1.88                        |
| Carrie e Saul depõem no Senado sobre a imunidade dada a Brody antes da explosão. Dana é liberada do hospital após sua tentativa de suicídio. A CIA coordena ataques para matar os responsáveis por planejar a bomba na CIA. Um jornal revela que uma agente não identificada da CIA dormiu com Brody. Saul diz que a agente em questão é bipolar.       |              |                     |                     |                                      |                        |                  |                             |
| 26 | 2            | "Uh... Oh... Ah..." | Lesli Linka Glatter | Chip Johannessen                     | 6 de outubro de 2013   | 3WAH02           | 1.83                        |
| Carrie tenta levar sua história para a imprensa, mas é interrompida e levada para uma avaliação psicológica. Dana volta ao hospital para ver seu novo namorado Leo. Carrie se descontrola numa audiência psiquiátrica e é internada. Saul ganha um novo analista financeiro, uma mulher muçulmana.                                                      |              |                     |                     |                                      |                        |                  |                             |
| 27 | 3            | "Tower of David"    | Clark Johnson       | Henry Bromell & William Bromell      | 13 de outubro de 2013  | 3WAH03           | 1.81                        |
| Brody é encontrado ferido na fronteira da Venezuela e levado por um grupo de mercenários a Torre de David para ser tratado. Recuperado, ele tenta ir a uma mesquita para deixar Caracas, mas o Imã o entrega à polícia. Brody é recapturado pelo grupo. Carrie ainda está presa e recebe um advogado que lhe faz uma oferta para tirá-la de lá.         |              |                     |                     |                                      |                        |                  |                             |
| 28 | 4            | "Game On"           | David Nutter        | James Yoshimura & Alex Gansa         | 20 de outubro de 2013  | 3WAH04           | 1.77                        |
| Dana e Leo fogem juntos. Fara consegue rastrear o dinheiro de volta ao Irã. Os iranianos tentam convencer Carrie em se tornar uma agente dupla para tirá-la da clínica psiquiátrica. É revelado que o colapso e confinamento de Carrie foi um plano dela e de Saul para que o Irã pensasse que ela fosse capaz de ser recrutada.                        |              |                     |                     |                                      |                        |                  |                             |
| 29 | 5            | "The Yoga Play"     | Clark Johnson       | Patrick Harbinson                    | 27 de outubro de 2013  | 3WAH05           | 2.00                        |
| Jessica convence Carrie a ajudá-la a encontrar Dana. O Senador Lockhart revela a Saul que ele será o próximo diretor da CIA. Dana descobre a verdade sobre por que Leo foi preso e se entrega a polícia. Saul descobre que sua esposa está tendo um caso. A casa de Carrie é invadida por homens iranianos e ela é levada por eles.                     |              |                     |                     |                                      |                        |                  |                             |
| 30 | 6            | "Still Positive"    | Lesli Linka Glatter | Alexander Cary                       | 3 de novembro de 2013  | 3WAH06           | 2.00                        |
| Majid Javadi tenta interrogar Carrie, que revela seu disfarce e apresenta provas contra ele para chantageá-lo a mudar de lado. Carrie faz um teste de gravidez e o resultado é positivo. Dana muda seu sobrenome. Javadi concorda em se encontrar com Saul, mas antes disso vai a casa de sua ex-mulher e nora para assassiná-las.                      |              |                     |                     |                                      |                        |                  |                             |
| 31 | 7            | "Gerontion"         | Carl Franklin       | Chip Johannessen                     | 10 de novembro de 2013 | 3WAH07           | 1.85                        |
| Javadi descobre o plano de Saul de enviá-lo de volta ao Irã como um espião. Uma foto de Quinn na casa da ex-mulher de Javadi levanta suspeita da polícia. Carrie descobre através de Javadi que o executor do ataque a Langley ainda está no país e os advogados que a tiraram do hospital sabem quem é.                                                |              |                     |                     |                                      |                        |                  |                             |
| 32 | 8            | "A Red Wheelbarrow" | Seith Mann          | Alex Gansa & James Yoshimura         | 17 de novembro de 2013 | 3WAH08           | 1.78                        |
| Saul detalha a próxima fase do plano para fazer Javadi subir na hierarquia iraniana. A CIA começa um plano para os advogados contatarem o construtor da bomba. Quinn atira em Carrie para impedi-la de comprometer uma operação. Saul chega a Caracas com o dinheiro da recompensa e encontra Brody debilitado e cercado por agulhas.                   |              |                     |                     |                                      |                        |                  |                             |
| 33 | 9            | "One Last Thing"    | Jeffrey Reiner      | Barbara Hall                         | 24 de novembro de 2013 | 3WAH09           | 1.94                        |
| Brody é levado de volta aos EUA e recebe tratamento para remover a heroína de seu corpo. Saul revela o próximo passo em seu plano: infiltrar Brody no Irã para pedir asilo, apenas para matar o chefe da Guarda Revolucionária Iraniana. Ele é treinado por uma equipe de SEALs e depois Carrie o leva para ver Dana uma última vez.                    |              |                     |                     |                                      |                        |                  |                             |
| 34 | 10           | "Good Night"        | Keith Gordon        | Alexander Cary & Charlotte Stoudt    | 1 de dezembro de 2013  | 3WAH10           | 2.06                        |
| Uma equipe leva Brody até a fronteira do Iraque com o Irã. Carrie se aproxima de Fara para usar sua família no Irã para ajudar na extração de Brody. A equipe é descoberta e atacada pelos soldados iranianos. Brody tenta atravessar a fronteira, mas é capturado. Ele diz ser o autor do ataque a Langley, pede asilo político e é levado até Javadi. |              |                     |                     |                                      |                        |                  |                             |
| 35 | 11           | "Big Man in Tehran" | Daniel Minahan      | Chip Johannessen & Patrick Harbinson | 8 de dezembro de 2013  | 3WAH11           | 2.09                        |
| Saul convence o Mossad a ajudá-los com sua missão no Irã. Carrie vai para Teerã disfarçada de turista suíça. A GRI interroga Brody e depois o envia para um encontro com a viúva de Abu Nazir para determinar se ele pode ser confiável. Brody, depois de ganhar a confiança deles, mata Akbari.                                                        |              |                     |                     |                                      |                        |                  |                             |
| 36 | 12           | "The Star"          | Lesli Linka Glatter | Alex Gansa & Meredith Stiehm         | 15 de dezembro de 2013 | 3WAH12           | 2.38                        |
| Brody deixa o escritório de Akbari e levado por Carrie a um abrigo. Lockhart revela a localização do esconderijo para o Irã. Brody é preso, sumariamente julgado e condenado a enforcamento público. Carrie assiste a sua morte e ao retornar para os EUA, é promovida a chefe de estação em Istambul. Saul é demitido após Lockhart assumir a CIA.     |              |                     |                     |                                      |                        |                  |                             |

## Produção
O Showtime renovou a série para a terceira temporada em 22 de outubro de 2012. A produção começou em maio de 2013 em Charlotte (Carolina do Norte), com gravações também em Raleigh e em San Juan (Porto Rico), simulando Caracas. A série planejava retornar a Israel para filmagens adicionais, porém, devido aos conflitos em curso na Síria, as filmagens foram transferidas para o Marrocos.
Três atores recorrentes da segunda temporada foram promovidos ao elenco regular: Rupert Friend, F. Murray Abraham e Sarita Choudhury. Tracy Letts também se juntou ao elenco regular como o Senador Andrew Lockhart. Diego Klattenhoff e David Marciano, intérpretes de Mike e Virgil, não retornaram mais como parte do elenco regular, apenas fazem uma participação como convidados.
Lesli Linka Glatter e Patrick Harbinson entraram na produção como co-produtores executivos, assim como Barbara Hall, que substituiu Meredith Stiehm. Stiehm saiu para se dedicar a série The Bridge, mas retornou próximo ao final da temporada para co-escrever o último episódio. James Yoshimura ingressou como roteirista e produtor consultor. O roteirista Henry Bromell faleceu em março de 2013, mas seu crédito como produtor executivo foi mantido durante toda a temporada.

## Recepção

### Críticas
A temporada recebeu avaliações mistas da crítica. Com base em 23 críticas, obteve um score de 77 de 100 pontos no Metacritic, indicando "críticas geralmente favoráveis". O agregador de críticas Rotten Tomatoes computou a temporada uma taxa de 80% de aprovação, destacando que "À medida que as apostas aumentam, Homeland continua sendo uma montanha russa de tensão, e Claire Danes está fascinante em um dos melhores thrillers escritos na televisão".
Matthew Wolfson, da Slant Magazine, escreveu: "Mostrando-nos o impacto a longo prazo do ataque à vida desses personagens, cujas motivações e medos profundos foram gradualmente revelados para nós nas duas últimas temporadas, permite que Homeland transcenda suas tendências em relação à hiperbólica e nos dê uma razão para suspender nossa descrença". Tim Goodman, do The Hollywood Reporter, escreveu que os dois primeiros episódios da temporada restauraram sua fé na série, com ênfase em Carrie e Saul, e que "a escrita e a atuação nos dois primeiros episódios são excepcionais".
Robert Bianco, do USA Today, elogiou o foco nas consequências do bombardeio da CIA, e escreveu "O resultado dessa mudança de foco é um retorno mais silencioso do que o tom que Homeland estabeleceu quando nos deixou, mas tão intenso, e — quando Danes está na tela — tão emocionalmente angustiante". Robert Rorke, do New York Post, escreveu que "a estreia da terceira temporada Homeland entrega um episódio forte que repara grande parte dos danos causados na última temporada para este excelente show" e "Ao equilibrar a ação com o desenvolvimento do personagem, Homeland oferece algo para todos. As performances, como de costume, são excelentes".
No entanto, alguns críticos tiveram críticas negativas para a temporada. Morven Crumlish, do The Guardian, achou tedioso: "Uma peça de ficção meio absorvida deixará os personagens tropeçando em seu torpor no meio do arco. Sem fim à vista, porém, Carrie e Brody podem falhar sem mim". Gerard O'Donovan, do The Daily Telegraph, concordou: "As tramas ridículas dos primeiros episódios desta temporada... foram uma bagunça".

### Prêmios
A temporada foi indicada a Melhor Série de Drama no Writers Guild of America Awards 2014. Na 20.ª edição do Screen Actors Guild, recebeu indicações em três categorias de drama: melhor elenco, melhor atriz e melhor elenco de dublês. Na 66.ª edição do Emmy do Primetime, Claire Danes foi indicada na categoria de melhor atriz em série dramática, enquanto Mandy Patinkin foi indicado a melhor ator coadjuvante em série dramática.